# Manises
Manises è un comune spagnolo di 30 508 abitanti situato nella comunità autonoma Valenciana.
L'aeroporto di Valencia è a Manises. Ha la metropolitana.